# Torneo Apertura 2015 Liga de Ascenso
El Torneo Apertura 2015 del Ascenso Bancomer MX fue el 41.º torneo de la Liga de Ascenso de México. Este torneo contó con el descenso de U de G después de haber ascendido a la Primera División de México para la temporada pasada. También habría sido incluido Loros de Colima, equipo que ascendió de la Segunda División, pero debido a la reglamentación sobre la capacidad del estadio, no jugó ni este ni el siguiente torneo.

## Cambios
- Leones Negros descendió de la  Liga MX.

- Dorados ascendió a la  Liga MX.

- Altamira trasladó su franquicia de Altamira, Tamaulipas a Tapachula, Chiapas y fue renombrada como Cafetaleros de Tapachula debido a sus serios problemas económicos.

- Irapuato se convirtió en  Murciélagos y trasladó su franquicia a Los Mochis, Sinaloa.

- Loros de Colima ascendió deportivamente. No obstante, su estadio no cumplía con el reglamento por lo que se quedó un año en Segunda para remodelarlo y así jugar la temporada 2016-17.

- Mérida cambió su nombre y escudo pasando a llamarse  Venados pero mantuvo su sede.

- Juárez y  Cimarrones ascendieron como equipos de expansión con el objetivo de expandir el número de equipos de 14 a 16 la temporada 2015-16.

 En negritas se encuentran resaltados los clubes recién llegados a la Liga de Ascenso Torneo Apertura 2015.

## Sistema de competición
El sistema de calificación de este torneo es el mismo del Torneo Clausura 2015. Este se desarrolla en dos fases:
- Fase de calificación: que se integra por las 15 jornadas del torneo.
- Fase final: que se integra por los partidos de ida y vuelta en rondas de cuartos de final, de semifinal y final.

### Fase de calificación
En la fase de calificación participan los 16 clubes de la Liga de Ascenso de México jugando todos contra todos durante las 15 jornadas respectivas, a un solo partido. Se obtienen 3 puntos por juego ganado, y 1 por juego empatado.
El orden de los clubes al final de la fase de calificación del torneo corresponde a la suma de los puntos obtenidos por cada uno de ellos y se presenta en forma descendente. Si al finalizar las 15 jornadas del torneo, dos o más clubes empatan en puntos, su posición en la tabla general sería determinada atendiendo a los siguientes criterios de desempate:
1. Mejor diferencia entre los goles anotados y recibidos.
2. Mayor número de goles anotados.
3. Marcadores particulares entre los clubes empatados.
4. Mayor número de goles anotados como visitante.
5. Sorteo.

### Fase final
Los siete primeros equipos de la tabla general son los calificados para la fase final del torneo. Los partidos correspondientes a la fase final se desarrollan a visita recíproca y los equipos mejor ubicados recibieron el partido de vuelta, en las siguientes etapas:
- Cuartos de final
- Semifinales
- Final

En esta fase, en caso de empate en el marcador global (resultado de los partidos de ida y de vuelta), el primer criterio para desempatar será el gol de visitante, es decir, el equipo que haya anotado más goles como visitante sería el que avance a la siguiente fase. El segundo criterio de desempate es la posición en la tabla, es decir, en caso de empate global y que no haya diferencia alguna en los goles de visitante, el equipo mejor ubicado en la tabla general de la fase de calificación sería el que avanzara a la siguiente fase. En la final, en caso de empate en el marcador global, se añadirían dos periodos de 15 minutos y, en caso de mantenerse la igualdad, se procedería a los tiros penales.

## Equipos por Entidad Federativa
Para esta temporada 2015-16 se contará con 16 equipos, cada una de las entidades federativas de la República Mexicana representadas en la Liga de Ascenso contará con un equipo.
| Atlante Murciélagos Lobos BUAP Correcaminos UAT Juárez Celaya Atlético San Luis Necaxa Venados Tapachula Oaxaca Zacatepec Zacatecas U de G Cimarrones Tepic |

| Estado          | N.º | Equipos           |
| --------------- | --- | ----------------- |
| Jalisco         | 1   | U de G            |
| Nayarit         | 1   | Tepic             |
| Sonora          | 1   | Cimarrones        |
| Sinaloa         | 1   | Murciélagos       |
| Chihuahua       | 1   | Juárez            |
| Chiapas         | 1   | Tapachula         |
| Tamaulipas      | 1   | Correcaminos UAT  |
| Guanajuato      | 1   | Celaya            |
| Morelos         | 1   | Zacatepec         |
| Aguascalientes  | 1   | Necaxa            |
| Oaxaca          | 1   | Oaxaca            |
| Puebla          | 1   | Lobos BUAP        |
| San Luis Potosí | 1   | Atlético San Luis |
| Yucatán         | 1   | Venados           |
| Quintana Roo    | 1   | Atlante           |
| Zacatecas       | 1   | Zacatecas         |

## Información de los equipos

### Ascenso y descenso
| Pos | del Ascenso MX |
| --- | -------------- |
|     | No hubo *      |

| Pos | de la Liga Premier de Ascenso |
| --- | ----------------------------- |
| 2°  | Loros de Colima*              |

- Nota: Debido a los reglamentos de la FMF, que no cumplen con los requisitos en cuanto a infraestructura, Loros de la Universidad de Colima no jugara la Temporada 2015-2016 del Ascenso MX. por lo que darían plazo de un año para que cumplan con el famoso "cuaderno de cargos" y así podrán tener liga de plata en el 2016.

| Pos | a la Liga Bancomer MX |
| --- | --------------------- |
| 2º  | Dorados de Sinaloa    |

| Pos | al Ascenso MX              |
| --- | -------------------------- |
| 16º | Universidad de Guadalajara |

### Datos principales del Club
| Logo                                       | Club                       | Sede                             | Entrenador               | Estadio                      | Capacidad      | Marca        | Canal TV | Fundación       | En Ascenso     |
| ------------------------------------------ | -------------------------- | -------------------------------- | ------------------------ | ---------------------------- | -------------- | ------------ | -------- | --------------- | -------------- |
|                                            | Atlante                    | Cancún, Quintana Roo             | Eduardo Fentanes         | Olímpico Andrés Quintana Roo | 20 000         | Kappa        |          | 1918 (106 años) | 2014           |
|                                            | Atlético San Luis          | San Luis Potosí, San Luis Potosí | Raúl Arias               | Alfonso Lastras              | 30 000         | Charly       |          | 2013 (12 años)  | 2013 (12 años) |
|                                            | Tapachula                  | Tapachula, Chiapas               | Gabriel Caballero        | Olímpico de Tapachula        | 10 200         | Silver Sport |          | 2015 (10 años)  | 2015           |
|                                            | Celaya                     | Celaya, Guanajuato               | Gustavo Díaz             | Miguel Alemán                | 32 300         | Keuka        |          | 1954 (71 años)  | 2011           |
|                                            | Cimarrones                 | Hermosillo, Sonora               | Jorge Humberto Torres    | Héroe de Nacozari Sonora     | 21 175, 16 500 | Kappa        | Telemax  | 2013 (12 años)  | 2015           |
|                                            | Tepic                      | Tepic, Nayarit                   | José Luis González China | Arena Cora                   | 12 945         | Romed        |          | 1959 (65 años)  | 2014           |
|                                            | Correcaminos UAT           | Ciudad Victoria, Tamaulipas      | José Treviño             | Marte R. Gómez               | 18 000         | Lotto        | 1980     | 1995            |                |
|                                            | Juárez                     | Ciudad Juárez, Chihuahua         | Sergio Orduña Carrillo   | Olímpico Benito Juárez       | 23 500         | Umbro        | 2015     | 2015            |                |
|                                            | Lobos BUAP                 | Puebla, Puebla                   | Ricardo Valiño           | Olímpico de la BUAP          | 21 750         | Keuka        |          | 1967 (58 años)  | 2003           |
|                                            | Zacatecas                  | Zacatecas, Zacatecas             | Joel Sánchez             | Francisco Villa              | 18 000         | Pirma        |          | 2014 (11 años)  | 2014           |
|                                            | Murciélagos                | Los Mochis, Sinaloa              | Lorenzo López Balboa     | Centenario                   | 15 000         | Keuka        |          | 2008            | 2015           |
|                                            | Necaxa                     | Aguascalientes, Aguascalientes   | Miguel de Jesús Fuentes  | Victoria                     | 25 494         | Umbro        |          | 1923 (101 años) | 2011           |
|                                            | Oaxaca                     | Oaxaca, Oaxaca                   | Ricardo Rayas            | Benito Juárez                | 12 500         | Lotto        |          | 2012 (12 años)  | 2013           |
|                                            | Universidad de Guadalajara | Guadalajara, Jalisco             | Daniel Guzmán            | Jalisco                      | 56 713         | Lotto        | Canal 44 | 1970 (55 años)  | 2015           |
|                                            | Venados                    | Mérida, Yucatán                  | Juan Carlos Chávez       | Carlos Iturralde             | 21 054         | Foursport    |          | 1988            | 2011           |
|                                            | Zacatepec                  | Zacatepec, Morelos               | Carlos Gutiérrez         | Agustín "Coruco" Díaz        | 24 443         | Silver Sport |          | 1948            | 2014           |
| Datos actualizados al 5 de agosto de 2015. |                            |                                  |                          |                              |                |              |          |                 |                |

- Notas:
  - Altamira FC se muda de Altamira, Tamaulipas a Tapachula, Chiapas, y se convierten en Cafetaleros de Tapachula.
  - Cimarrones de Sonora y FC Juárez se incorporan como equipo 15 y 16 del Ascenso MX en modo de expansión.
  - Club Irapuato se muda de Irapuato, Guanajuato a Los Mochis, Sinaloa, y se convierten en Murciélagos FC.

### Cambios de entrenadores
| Equipo                   | Entrenador (jornadas)                                                 |
| ------------------------ | --------------------------------------------------------------------- |
| Coras de Tepic           | Mauro Camoranesi (1-4) José Luis González China (5-15)                |
| Cafetaleros de Tapachula | Carlos de los Cobos (1-5) Benjamín Mora* (6) Gabriel Caballero (6-15) |
| Correcaminos de la UAT   | Ricardo Cadena (1-5) Ricardo Chávez Medrano* José Treviño (6-15)      |
| Cimarrones de Sonora     | Jorge Humberto Torres (1-7) Javier López López* (8-15)                |
| Venados Fútbol Club      | Juan Carlos Chávez (1-10) Daniel Rossello* (11-15)                    |
| Alebrijes de Oaxaca      | Ricardo Rayas (1-11) Marco Antonio Trejo* (12-15)                     |
| Club Necaxa              | Miguel de Jesús Fuentes (1-14) Hugo Félix Saucedo* (15)               |

- *Interino

## Torneo Regular
- Los horarios son correspondientes al Tiempo del Centro de México (UTC-6 y UTC-5 en horario de verano).[1]
- El Calendario completo se encontrará en la página oficial: http://www.ascensomx.net/ Archivado el 6 de diciembre de 2015 en Wayback Machine. y/o enlace: http://www.ligamx.net/cancha/calendario/1. El día 10 de junio.

| Atlante                                       | 0 - 1 | Necaxa      | Olímpico Andrés Quintana Roo | 24 de julio | 20:00 |  |
| Archivo:Correcaminos UAT.png Correcaminos UAT | 3 - 1 | Tapachula   | Marte R. Gómez               | 24 de julio | 20:30 |  |
| Venados                                       | 2 - 4 | Zacatecas   | Carlos Iturralde Rivero      | 24 de julio | 20:30 |  |
| Tepic                                         | 3 - 3 | Murciélagos | Arena Cora                   | 24 de julio | 21:30 |  |
| Oaxaca                                        | 1 - 0 | Cimarrones  | Benito Juárez                | 25 de julio | 17:00 |  |
| Zacatepec                                     | 3 - 2 | Celaya      | Agustín Coruco Díaz          | 25 de julio | 18:00 |  |
| Atl. San Luis                                 | 2 - 2 | U. de G.    | Alfonso Lastras Ramírez      | 25 de julio | 19:00 |  |
| Juárez                                        | 1 - 0 | Lobos BUAP  | Olímpico Benito Juárez       | 25 de julio | 20:00 |  |
| Total de goles: 27                            |       |             |                              |             |       |  |

| Lobos BUAP         | 4 - 0 | Atl. San Luis                                 | Olímpico de la BUAP   | 31 de julio  | 17:00            |          |
| Zacatecas          | 2 - 2 | Juárez                                        | Francisco Villa       | 31 de julio  | 19:30            |          |
| U. de G.           | 1 - 2 | Oaxaca                                        | Jalisco               | 31 de julio  | 20:30            | Canal 44 |
| Cimarrones         | 1 - 1 | Zacatepec                                     | Sonora                | 31 de julio  | 22:00 (20:00 HL) | Telemax  |
| Murciélagos        | 1 - 0 | Atlante                                       | Centenario            | 31 de julio  | 22:00 (21:00 HL) |          |
| Necaxa             | 2 - 3 | Venados                                       | Victoria              | 1 de agosto  | 17:00            |          |
| Celaya             | 1 - 0 | Archivo:Correcaminos UAT.png Correcaminos UAT | Miguel Alemán         | 1 de agosto  | 19:00            |          |
| Tapachula          | 3 - 3 | Tepic                                         | Olímpico de Tapachula | 9 de octubre | 20:00            |          |
| Total de goles: 32 |       |                                               |                       |              |                  |          |

| Archivo:Correcaminos UAT.png Correcaminos UAT | 1 - 1 | Cimarrones | Marte R. Gomez          | 7 de agosto     | 20:30            |  |
| Venados                                       | 2 - 2 | Atlante    | Carlos Iturralde Rivero | 7 de agosto     | 20:30            |  |
| Tepic                                         | 1 - 1 | Celaya     | Arena Cora              | 7 de agosto     | 21:30            |  |
| Murciélagos                                   | 4 - 0 | Tapachula  | Centenario              | 7 de agosto     | 22:00 (21:00 HL) |  |
| Oaxaca                                        | 2 - 2 | Lobos BUAP | Benito Juárez           | 8 de agosto     | 17:00            |  |
| Atl. San Luis                                 | 2 - 0 | Zacatecas  | Alfonso Lastras Ramírez | 8 de agosto     | 19:00            |  |
| Juárez                                        | 1 - 3 | Necaxa     | Olímpico Benito Juárez  | 8 de agosto     | 20:00            |  |
| Zacatepec                                     | 2 - 1 | U. de G.   | Agustín Coruco Díaz     | 5 de septiembre | 18:00            |  |
| Total de goles: 25                            |       |            |                         |                 |                  |  |

| Lobos BUAP         | 2 - 1 | Zacatepec                                     | Olímpico de la BUAP          | 14 de agosto | 17:00            |          |
| Zacatecas          | 1 - 2 | Oaxaca                                        | Francisco Villa              | 14 de agosto | 19:30            |          |
| Atlante            | 2 - 0 | Juárez                                        | Olímpico Andrés Quintana Roo | 14 de agosto | 20:00            |          |
| U. de G.           | 7 - 1 | Archivo:Correcaminos UAT.png Correcaminos UAT | Jalisco                      | 14 de agosto | 20:30            | Canal 44 |
| Venados            | 3 - 1 | Murciélagos                                   | Carlos Iturralde Rivero      | 14 de agosto | 20:30            |          |
| Cimarrones         | 0 - 0 | Tepic                                         | Sonora                       | 14 de agosto | 22:00 (20:00 HL) | Telemax  |
| Necaxa             | 3 - 0 | Atl. San Luis                                 | Victoria                     | 15 de agosto | 17:00            |          |
| Celaya             | 0 - 3 | Tapachula                                     | Miguel Alemán                | 15 de agosto | 19:00            |          |
| Total de goles: 26 |       |                                               |                              | 15 de agosto |                  |          |

| Tapachula                                     | 0 - 4 | Cimarrones | Olímpico de Tapachula   | 21 de agosto | 20:00            |  |
| Archivo:Correcaminos UAT.png Correcaminos UAT | 1 - 5 | Lobos BUAP | Marte R. Gómez          | 21 de agosto | 20:30            |  |
| Tepic                                         | 0 - 0 | U. de G.   | Arena Cora              | 21 de agosto | 21:30            |  |
| Murciélagos                                   | 1 - 2 | Celaya     | Centenario              | 21 de agosto | 22:00 (21:00 HL) |  |
| Oaxaca                                        | 1 - 1 | Necaxa     | Benito Juárez           | 22 de agosto | 17:00            |  |
| Zacatepec                                     | 1 - 2 | Zacatecas  | Agustín Coruco Díaz     | 22 de agosto | 18:00            |  |
| Atl. San Luis                                 | 1 - 3 | Atlante    | Alfonso Lastras Ramírez | 22 de agosto | 19:00            |  |
| Juárez                                        | 2 - 1 | Venados    | Olímpico Benito Juárez  | 22 de agosto | 20:00            |  |
| Total de goles: 23                            |       |            |                         |              |                  |  |

| Zacatecas          | 2 - 1 | Archivo:Correcaminos UAT.png Correcaminos UAT | Francisco Villa              | 28 de agosto    | 19:30            |          |
| U. de G.           | 3 - 1 | Tapachula                                     | Jalisco                      | 28 de agosto    | 20:30            | Canal 44 |
| Venados            | 1 - 1 | Atl. San Luis                                 | Carlos Iturralde Rivero      | 28 de agosto    | 20:30            |          |
| Cimarrones         | 0 - 0 | Celaya                                        | Sonora                       | 28 de agosto    | 22:15 (20:15 HL) | Telemax  |
| Necaxa             | 1 - 1 | Zacatepec                                     | Victoria                     | 29 de agosto    | 17:00            |          |
| Atlante            | 1 - 0 | Oaxaca                                        | Olímpico Andrés Quintana Roo | 29 de agosto    | 20:00            |          |
| Juárez             | 2 - 1 | Murciélagos                                   | Olímpico Benito Juárez       | 29 de agosto    | 20:00            |          |
| Lobos BUAP         | 0 - 0 | Tepic                                         | Olímpico de la BUAP          | 4 de septiembre | 17:00            |          |
| Total de goles: 15 |       |                                               |                              |                 |                  |          |

| Tapachula                                     | 0 - 3 | Lobos BUAP | Olímpico de Tapachula   | 11 de septiembre | 20:00            |  |
| Archivo:Correcaminos UAT.png Correcaminos UAT | 0 - 2 | Necaxa     | Marte R. Gómez          | 11 de septiembre | 20:30            |  |
| Tepic                                         | 0 - 3 | Zacatecas  | Arena Cora              | 11 de septiembre | 21:30 (20:30 HL) |  |
| Murciélagos                                   | 2 - 0 | Cimarrones | Centenario              | 11 de septiembre | 22:00 (21:00 HL) |  |
| Oaxaca                                        | 3 - 1 | Venados    | Benito Juárez           | 12 de septiembre | 17:00            |  |
| Zacatepec                                     | 1 - 0 | Atlante    | Agustín Coruco Díaz     | 12 de septiembre | 18:00            |  |
| Atl. San Luis                                 | 0 - 1 | Juárez     | Alfonso Lastras Ramírez | 12 de septiembre | 19:00            |  |
| Celaya                                        | 0 - 1 | U. de G.   | Miguel Alemán Valdés    | 12 de septiembre | 19:00            |  |
| Total de goles: 17                            |       |            |                         |                  |                  |  |

| Lobos BUAP         | 0 - 0 | Celaya                                        | Olímpico de la BUAP          | 18 de septiembre | 17:00 |          |
| Zacatecas          | 4 - 0 | Tapachula                                     | Francisco Villa              | 18 de septiembre | 19:30 |          |
| U. de G.           | 0 - 0 | Cimarrones                                    | Jalisco                      | 18 de septiembre | 20:30 | Canal 44 |
| Venados            | 3 - 3 | Zacatepec                                     | Carlos Iturralde Rivero      | 18 de septiembre | 20:30 |          |
| Atlante            | 2 - 0 | Archivo:Correcaminos UAT.png Correcaminos UAT | Olímpico Andrés Quintana Roo | 18 de septiembre | 21:00 |          |
| Necaxa             | 1 - 2 | Tepic                                         | Victoria                     | 19 de septiembre | 17:00 |          |
| Atl. San Luis      | 5 - 1 | Murciélagos                                   | Alfonso Lastras Ramírez      | 19 de septiembre | 19:00 |          |
| Juárez             | 1 - 1 | Oaxaca                                        | Olímpico Benito Juárez       | 19 de septiembre | 19:00 |          |
| Total de goles: 23 |       |                                               |                              |                  |       |          |

| Archivo:Correcaminos UAT.png Correcaminos UAT | 1 - 0 | Venados       | Marte R. Gómez        | 25 de septiembre | 20:30            |         |
| Tepic                                         | 2 - 2 | Atlante       | Arena Cora            | 25 de septiembre | 21:30 (20:30 HL) |         |
| Cimarrones                                    | 1 - 2 | Lobos BUAP    | Sonora                | 25 de septiembre | 22:15 (20:15 HL) | Telemax |
| Murciélagos                                   | 1 - 2 | U. de G.      | Centenario            | 25 de septiembre | 22:00 (21:00 HL) |         |
| Oaxaca                                        | 2 - 3 | Atl. San Luis | Benito Juárez         | 26 de septiembre | 17:00            |         |
| Zacatepec                                     | 1 - 3 | Juárez        | Agustín Coruco Díaz   | 26 de septiembre | 18:00            |         |
| Celaya                                        | 3 - 1 | Zacatecas     | Miguel Alemán Valdés  | 26 de septiembre | 19:00            |         |
| Tapachula                                     | 2 - 1 | Necaxa        | Olímpico de Tapachula | 20 de octubre    | 20:00            |         |
| Total de goles: 26                            |       |               |                       |                  |                  |         |

| Lobos BUAP         | 3 - 2 | U. de G.                                      | Olímpico de la BUAP          | 2 de octubre | 17:00 |  |
| Zacatecas          | 4 - 0 | Cimarrones                                    | Francisco Villa              | 2 de octubre | 19:30 |  |
| Atlante            | 1 - 2 | Tapachula                                     | Olímpico Andrés Quintana Roo | 2 de octubre | 20:00 |  |
| Venados            | 0 - 2 | Tepic                                         | Carlos Iturralde Rivero      | 2 de octubre | 20:30 |  |
| Oaxaca             | 1 - 1 | Murciélagos                                   | Benito Juárez                | 3 de octubre | 17:00 |  |
| Necaxa             | 3 - 0 | Celaya                                        | Victoria                     | 3 de octubre | 17:00 |  |
| Atl. San Luis      | 3 - 1 | Zacatepec                                     | Alfonso Lastras Ramírez      | 3 de octubre | 19:00 |  |
| Juárez             | 0 - 0 | Archivo:Correcaminos UAT.png Correcaminos UAT | Olímpico Benito Juárez       | 3 de octubre | 19:00 |  |
| Total de goles: 23 |       |                                               |                              |              |       |  |

| Tapachula                                     | 1 - 0 | Venados       | Olímpico de Tapachula | 16 de octubre | 19:30            |          |
| Archivo:Correcaminos UAT.png Correcaminos UAT | 1 - 1 | Atl. San Luis | Marte R. Gómez        | 16 de octubre | 20:30            |          |
| U. de G.                                      | 2 - 2 | Zacatecas     | Jalisco               | 16 de octubre | 20:30            | Canal 44 |
| Tepic                                         | 1 - 3 | Juárez        | Arena Cora            | 16 de octubre | 21:30 (20:30 HL) |          |
| Cimarrones                                    | 1 - 2 | Necaxa        | Héctor Espino         | 16 de octubre | 22:00 (20:00 HL) | Telemax  |
| Murciélagos                                   | 2 - 1 | Lobos BUAP    | Centenario            | 16 de octubre | 22:00 (21:00 HL) |          |
| Zacatepec                                     | 1 - 2 | Oaxaca        | Agustín Coruco Díaz   | 17 de octubre | 18:00            |          |
| Celaya                                        | 2 - 2 | Atlante       | Miguel Alemán Valdés  | 17 de octubre | 19:00            |          |
| Total de goles: 24                            |       |               |                       |               |                  |          |

| Zacatecas          | 2 - 2 | Lobos BUAP                                    | Francisco Villa              | 23 de octubre | 19:30 |  |
| Atlante            | 3 - 2 | Cimarrones                                    | Olímpico Andrés Quintana Roo | 23 de octubre | 20:00 |  |
| Venados            | 0 - 1 | Celaya                                        | Carlos Iturralde Rivero      | 23 de octubre | 20:30 |  |
| Oaxaca             | 3 - 2 | Archivo:Correcaminos UAT.png Correcaminos UAT | Benito Juárez                | 24 de octubre | 17:00 |  |
| Necaxa             | 0 - 3 | U. de G.                                      | Victoria                     | 24 de octubre | 17:00 |  |
| Zacatepec          | 1 - 1 | Murciélagos                                   | Agustín Coruco Díaz          | 24 de octubre | 18:00 |  |
| Atl. San Luis      | 0 - 1 | Tepic                                         | Alfonso Lastras Ramírez      | 24 de octubre | 19:00 |  |
| Juárez             | 2 - 0 | Tapachula                                     | Olímpico Benito Juárez       | 24 de octubre | 19:00 |  |
| Total de goles: 23 |       |                                               |                              |               |       |  |

| Lobos BUAP                                    | 2 - 1 | Necaxa        | Olímpico de la BUAP   | 30 de octubre | 17:00            |          |
| Tapachula                                     | 3 - 0 | Atl. San Luis | Olímpico de Tapachula | 30 de octubre | 19:30            |          |
| Archivo:Correcaminos UAT.png Correcaminos UAT | 2 - 1 | Zacatepec     | Marte R. Gómez        | 30 de octubre | 20:30            |          |
| U. de G.                                      | 0 - 0 | Atlante       | Jalisco               | 30 de octubre | 20:30            | Canal 44 |
| Tepic                                         | 1 - 2 | Oaxaca        | Arena Cora            | 30 de octubre | 21:30 (20:30 HL) |          |
| Cimarrones                                    | 0 - 1 | Venados       | Héctor Espino         | 30 de octubre | 22:00 (20:00 HL) | Telemax  |
| Murciélagos                                   | 1 - 0 | Zacatecas     | Centenario            | 30 de octubre | 22:00 (21:00 HL) |          |
| Celaya                                        | 2 - 2 | Juárez        | Miguel Alemán Valdés  | 31 de octubre | 19:00            |          |
| Total de goles: 18                            |       |               |                       |               |                  |          |

| Atlante                                       | 0 - 0 | Lobos BUAP  | Olímpico Andrés Quintana Roo | 6 de noviembre | 20:00            |  |
| Archivo:Correcaminos UAT.png Correcaminos UAT | 0 - 1 | Murciélagos | Marte R. Gómez               | 6 de noviembre | 20:30            |  |
| Venados                                       | 2 - 1 | U. de G.    | Carlos Iturralde Rivero      | 6 de noviembre | 20:30            |  |
| Oaxaca                                        | 0 - 1 | Tapachula   | Benito Juárez                | 7 de noviembre | 17:00            |  |
| Necaxa                                        | 2 - 3 | Zacatecas   | Victoria                     | 7 de noviembre | 17:00            |  |
| Zacatepec                                     | 2 - 5 | Tepic       | Agustín Coruco Díaz          | 7 de noviembre | 18:00            |  |
| Atl. San Luis                                 | 1 - 0 | Celaya      | Alfonso Lastras Ramírez      | 7 de noviembre | 19:00            |  |
| Juárez                                        | 4 - 0 | Cimarrones  | Olímpico Benito Juárez       | 7 de noviembre | 20:00 (19:00 HL) |  |
| Total de goles: 22                            |       |             |                              |                |                  |  |

| Lobos BUAP         | 2 - 1 | Venados                                       | Olímpico de la BUAP   | 13 de noviembre | 17:00            |          |
| Zacatecas          | 1 - 2 | Atlante                                       | Francisco Villa       | 13 de noviembre | 19:30            |          |
| Tapachula          | 3 - 2 | Zacatepec                                     | Olímpico de Tapachula | 13 de noviembre | 20:00            |          |
| U. de G.           | 0 - 0 | Juárez                                        | Jalisco               | 13 de noviembre | 20:30            | Canal 44 |
| Cimarrones         | 3 - 4 | Atl. San Luis                                 | Héctor Espino         | 13 de noviembre | 21:00            | Telemax  |
| Tepic              | 1 - 1 | Archivo:Correcaminos UAT.png Correcaminos UAT | Arena Cora            | 13 de noviembre | 21:30 (20:30 HL) |          |
| Murciélagos        | 2 - 1 | Necaxa                                        | Centenario            | 13 de noviembre | 22:00 (21:00 HL) |          |
| Celaya             | 2 - 1 | Oaxaca                                        | Miguel Alemán Valdés  | 14 de noviembre | 19:00            |          |
| Total de goles: 26 |       |                                               |                       |                 |                  |          |

## Tabla general
| Pos. | Equipo                   | Pts. | PJ | G | E | P | GF | GC | Dif. | Clasificación                   |
| ---- | ------------------------ | ---- | -- | - | - | - | -- | -- | ---- | ------------------------------- |
| 1    | Lobos BUAP               | 29   | 15 | 8 | 5 | 2 | 28 | 14 | +14  | Semifinales de la liguilla      |
| 2    | Juárez (C)               | 29   | 15 | 8 | 5 | 2 | 24 | 14 | +10  | Cuartos de final de la liguilla |
| 3    | Oaxaca                   | 25   | 15 | 7 | 4 | 4 | 23 | 19 | +4   | Cuartos de final de la liguilla |
| 4    | Mineros de Zacatecas     | 24   | 15 | 7 | 3 | 5 | 31 | 22 | +9   | Cuartos de final de la liguilla |
| 5    | Murciélagos              | 24   | 15 | 7 | 3 | 5 | 23 | 21 | +2   | Cuartos de final de la liguilla |
| 6    | Atlante                  | 23   | 15 | 6 | 5 | 4 | 20 | 15 | +5   | Cuartos de final de la liguilla |
| 7    | Cafetaleros de Tapachula | 22   | 15 | 7 | 1 | 7 | 20 | 30 | −10  | Cuartos de final de la liguilla |
| 8    | Leones Negros            | 21   | 15 | 5 | 6 | 4 | 25 | 16 | +9   |                                 |
| 9    | Atlético de San Luis     | 21   | 15 | 6 | 3 | 6 | 23 | 26 | −3   |                                 |
| 10   | Necaxa                   | 20   | 15 | 6 | 2 | 7 | 24 | 21 | +3   |                                 |
| 11   | Coras                    | 20   | 15 | 4 | 8 | 3 | 22 | 21 | +1   |                                 |
| 12   | Celaya                   | 20   | 15 | 5 | 5 | 5 | 16 | 19 | −3   |                                 |
| 13   | Venados                  | 15   | 15 | 4 | 3 | 8 | 20 | 26 | −6   |                                 |
| 14   | Zacatepec                | 13   | 15 | 3 | 4 | 8 | 22 | 31 | −9   |                                 |
| 15   | Correcaminos UAT         | 13   | 15 | 3 | 4 | 8 | 14 | 28 | −14  |                                 |
| 16   | Cimarrones               | 8    | 15 | 1 | 5 | 9 | 13 | 25 | −12  |                                 |

 Fuente: [cita requerida]

## Evolución de la Clasificación
| Equipo / Jornada                              | 01 | 02 | 03  | 04  | 05  | 06  | 07 | 08 | 09  | 10  | 11  | 12 | 13 | 14 | 15 |
| --------------------------------------------- | -- | -- | --- | --- | --- | --- | -- | -- | --- | --- | --- | -- | -- | -- | -- |
| Lobos BUAP                                    | 13 | 6  | 5   | 3   | 2   | 1*  | 1  | 2  | 1   | 1   | 1   | 2  | 1  | 2  | 1  |
| Juárez                                        | 5  | 5  | 10  | 13  | 10  | 6   | 5  | 5  | 2   | 3   | 2   | 1  | 3  | 1  | 2  |
| Oaxaca                                        | 6  | 1  | 3   | 1   | 1   | 3   | 3  | 3  | 5   | 5   | 5   | 3  | 2  | 3  | 3  |
| Mineros                                       | 1  | 2  | 7   | 10  | 7   | 5   | 4  | 1  | 3   | 2   | 3   | 4  | 4  | 4  | 4  |
| Murciélagos                                   | 7  | 6  | 1   | 4   | 4   | 12  | 8  | 9  | 11  | 12  | 9   | 10 | 8  | 5  | 5  |
| Atlante                                       | 12 | 16 | 15  | 9   | 5   | 4   | 9  | 6  | 7   | 7   | 7   | 7  | 7  | 8  | 6  |
| Tapachula                                     | 16 | 14 | 16* | 11* | 14* | 15* | 15 | 16 | 16* | 13* | 12* | 13 | 11 | 10 | 7  |
| U. de G.                                      | 9  | 12 | 14* | 7*  | 12* | 7*  | 6  | 7  | 4   | 6   | 6   | 6  | 5  | 6  | 8  |
| Atlético San Luis                             | 10 | 15 | 11  | 15  | 15  | 14  | 14 | 14 | 10  | 8   | 8   | 11 | 12 | 11 | 9  |
| Necaxa                                        | 4  | 9  | 4   | 2   | 3   | 2   | 2  | 4  | 6*  | 4*  | 4*  | 5  | 6  | 7  | 10 |
| Tepic                                         | 8  | 11 | 12  | 8   | 13  | 13* | 13 | 11 | 12  | 9   | 10  | 8  | 10 | 9  | 11 |
| Celaya                                        | 11 | 8  | 8   | 12  | 9   | 10  | 11 | 12 | 9   | 11  | 11  | 9  | 9  | 12 | 12 |
| Venados                                       | 15 | 10 | 9   | 5   | 6   | 8   | 10 | 10 | 13  | 14  | 14  | 14 | 14 | 13 | 13 |
| Zacatepec                                     | 3  | 4  | 2*  | 6*  | 8*  | 9*  | 7  | 8  | 8   | 10  | 13  | 12 | 13 | 14 | 14 |
| Archivo:Correcaminos UAT.png Correcaminos UAT | 2  | 7  | 6   | 14  | 16  | 16  | 16 | 15 | 15  | 16  | 15  | 15 | 15 | 15 | 15 |
| Cimarrones                                    | 14 | 13 | 13  | 16  | 11  | 11  | 12 | 13 | 14  | 15  | 16  | 16 | 16 | 16 | 16 |

## Tabla de Cocientes
| style= "background:#006699" width=5% Pos. | style= "background:#006699" width=50% Equipo  | style= "background:#006699" width=8% A13 | style= "background:#006699" width=8% C14 | style= "background:#006699" width=8% A14 | style= "background:#006699" width=8% C15 | style= "background:#006699" width=8% A15 | style= "background:#006699" width=8% Puntos | style= "background:#006699" width=8% Juegos | style= "background:#006699" width=14% Cociente |
| ----------------------------------------- | --------------------------------------------- | ---------------------------------------- | ---------------------------------------- | ---------------------------------------- | ---------------------------------------- | ---------------------------------------- | ------------------------------------------- | ------------------------------------------- | ---------------------------------------------- |
| 1                                         | Juárez                                        | -                                        | -                                        | -                                        | -                                        | 29                                       | 29                                          | 15                                          | 1.9333                                         |
| 2                                         | Tepic                                         | -                                        | -                                        | 27                                       | 18                                       | 20                                       | 65                                          | 41                                          | 1.5853                                         |
| 3                                         | Necaxa                                        | 25                                       | 22                                       | 21                                       | 21                                       | 20                                       | 109                                         | 69                                          | 1.5797                                         |
| 4                                         | Archivo:Correcaminos UAT.png Correcaminos UAT | 22                                       | 29                                       | 24                                       | 20                                       | 13                                       | 108                                         | 69                                          | 1.5652                                         |
| 4                                         | Zacatecas                                     | 16                                       | 24                                       | 25                                       | 18                                       | 24                                       | 107                                         | 69                                          | 1.5507                                         |
| 4                                         | Lobos BUAP                                    | 17                                       | 19                                       | 20                                       | 22                                       | 29                                       | 107                                         | 69                                          | 1.5507                                         |
| 6                                         | Oaxaca                                        | 25                                       | 21                                       | 15                                       | 20                                       | 25                                       | 106                                         | 69                                          | 1.5362                                         |
| 8                                         | Atlético San Luis                             | 22                                       | 15                                       | 17                                       | 24                                       | 21                                       | 99                                          | 69                                          | 1.4347                                         |
| 9                                         | U. de G.                                      | -                                        | -                                        | -                                        | -                                        | 21                                       | 21                                          | 15                                          | 1.4000                                         |
| 10                                        | Atlante                                       | -                                        | -                                        | 21                                       | 13                                       | 23                                       | 57                                          | 41                                          | 1.3902                                         |
| 11                                        | Venados                                       | 23                                       | 18                                       | 9                                        | 22                                       | 15                                       | 87                                          | 69                                          | 1.2608                                         |
| 11                                        | Tapachula                                     | 18                                       | 12                                       | 21                                       | 14                                       | 22                                       | 87                                          | 69                                          | 1.2608                                         |
| 13                                        | Murciélagos                                   | 13                                       | 15                                       | 12                                       | 16                                       | 24                                       | 80                                          | 69                                          | 1.1594                                         |
| 14                                        | Zacatepec                                     | 17                                       | 18                                       | 18                                       | 12                                       | 13                                       | 78                                          | 69                                          | 1.1304                                         |
| 15                                        | Celaya                                        | 14                                       | 14                                       | 6                                        | 10                                       | 20                                       | 64                                          | 69                                          | 0.9275                                         |
| 16                                        | Cimarrones                                    | -                                        | -                                        | -                                        | -                                        | 8                                        | 8                                           | 15                                          | 0.5333                                         |

## Estadísticas

### Máximos goleadores
Lista con los máximos goleadores del Ascenso MX, * Datos según la página oficial de la competición Archivado el 26 de julio de 2015 en Wayback Machine..
| Pos. | Jugador                | Equipo            | Goles | Anota Cada  | Minutos Jugados |
| ---- | ---------------------- | ----------------- | ----- | ----------- | --------------- |
| 1.º  | Carlos Garcés Acosta   | Atlante           | 11    | 116.18 min. | 1099            |
| 2.º  | Leandro Carrijo Silva  | Juárez            | 10    | 110.50 min. | 1105            |
| 3.º  | Othoniel Arce          | Atlético San Luis | 10    | 115.10 min. | 1151            |
| 4.º  | Mauricio Romero        | Venados           | 10    | 121.00 mim. | 1210            |
| 5.º  | Juan Ezequiel Cuevas   | Zacatecas         | 10    | 128.90 min. | 1289            |
| 6.º  | Gustavo Adrián Ramírez | Zacatecas         | 9     | 135.67 min. | 1221            |
| 7.º  | Mateus Gonçalves       | Coras Tepic       | 8     | 160.88 min. | 1287            |
| 8.º  | Ismael Valadéz         | Tapachula         | 7     | 192.86 min. | 1350            |
| 9.º  | Pablo Olivera          | U de G            | 6     | 159.17 min. | 955             |
| 10.º | Juan Anangonó          | U de G            | 6     | 177.67 min. | 1066            |

### Hat-Tricks, Pókers o más
| Jugador              | Equipo              | Adversario           | Resultado | Cantidad             | Fecha                    |
| -------------------- | ------------------- | -------------------- | --------- | -------------------- | ------------------------ |
| Juan Manuel Cavallo  | Alebrijes de Oaxaca | Venados Fútbol Club  | 3-1       | 24' · 39' · 49'      | 12 de septiembre de 2015 |
| Carlos Garcés Acosta | Atlante             | Cimarrones de Sonora | 3-2       | 44' · 45' · 64'      | 23 de octubre de 2015    |
| Leandro Carrijo      | FC Juárez           | Cimarrones de Sonora | 4-0       | 6' · 25' · 71' · 92' | 7 de noviembre de 2015   |

### Clasificación Juego Limpio
| Lugar                                | Club                                          | Tarjeta amarilla | Segunda tarjeta amarilla y expulsión · Segunda tarjeta amarilla y expulsión | Tarjeta roja directa | Puntos   |
| ------------------------------------ | --------------------------------------------- | ---------------- | --------------------------------------------------------------------------- | -------------------- | -------- |
| 1                                    | Lobos BUAP                                    | 25               | 1                                                                           | 0                    | 28       |
| 2                                    | Archivo:Correcaminos UAT.png Correcaminos UAT | 30               | 0                                                                           | 0                    | 30       |
| 3                                    | Zacatecas                                     | 32               | 0                                                                           | 1                    | 35       |
| 4                                    | Cimarrones                                    | 28               | 2                                                                           | 1                    | 37       |
| 5                                    | Necaxa                                        | 35               | 1                                                                           | 0                    | 38       |
| 6                                    | Atlante                                       | 39               | 0                                                                           | 0                    | 39       |
| 7                                    | Venados                                       | 36               | 1                                                                           | 0                    | 39       |
| 8                                    | Atl. San Luis                                 | 33               | 1                                                                           | 2                    | 42       |
| 9                                    | Juárez                                        | 33               | 1                                                                           | 2                    | 42       |
| 10                                   | Oaxaca                                        | 30               | 4                                                                           | 1                    | 45       |
| 11                                   | Murciélagos                                   | 37               | 2                                                                           | 1                    | 46       |
| 12                                   | U. de G.                                      | 39               | 1                                                                           | 2                    | 48       |
| 13                                   | Tepic                                         | 36               | 2                                                                           | 2                    | 48       |
| 14                                   | Celaya                                        | 34               | 3                                                                           | 2                    | 49       |
| 15                                   | Tapachula                                     | 38               | 1                                                                           | 3                    | 50       |
| 16                                   | Zacatepec                                     | 43               | 1                                                                           | 3                    | 55       |
| Primera Tarjeta Amarilla             | Primera Tarjeta Amarilla                      | 1 punto          | 1 punto                                                                     | 1 punto              | 1 punto  |
| Segunda Tarjeta Amarilla y Expulsión | Segunda Tarjeta Amarilla y Expulsión          | 3 puntos         | 3 puntos                                                                    | 3 puntos             | 3 puntos |
| Tarjeta Roja Directa                 | Tarjeta Roja Directa                          | 3 puntos         | 3 puntos                                                                    | 3 puntos             | 3 puntos |

## Liguilla
|  | Cuartos de final                                               | Cuartos de final                                               | Cuartos de final                                               | Cuartos de final                                               | Cuartos de final                                               |   |   | Semifinales                                                              | Semifinales                                                              | Semifinales                                                              | Semifinales                                                              | Semifinales                                                              |  |   | Final                                                        | Final                                                        | Final                                                        | Final                                                        | Final                                                        |  |
|  | 18 de noviembre de 2015 (ida) 21 de noviembre de 2015 (vuelta) | 18 de noviembre de 2015 (ida) 21 de noviembre de 2015 (vuelta) | 18 de noviembre de 2015 (ida) 21 de noviembre de 2015 (vuelta) | 18 de noviembre de 2015 (ida) 21 de noviembre de 2015 (vuelta) | 18 de noviembre de 2015 (ida) 21 de noviembre de 2015 (vuelta) |   |   | 25 y 26 de noviembre de 2015 (ida) 28 y 29 de noviembre de 2015 (vuelta) | 25 y 26 de noviembre de 2015 (ida) 28 y 29 de noviembre de 2015 (vuelta) | 25 y 26 de noviembre de 2015 (ida) 28 y 29 de noviembre de 2015 (vuelta) | 25 y 26 de noviembre de 2015 (ida) 28 y 29 de noviembre de 2015 (vuelta) | 25 y 26 de noviembre de 2015 (ida) 28 y 29 de noviembre de 2015 (vuelta) |  |   | 2 de diciembre de 2015 (ida) 5 de diciembre de 2015 (vuelta) | 2 de diciembre de 2015 (ida) 5 de diciembre de 2015 (vuelta) | 2 de diciembre de 2015 (ida) 5 de diciembre de 2015 (vuelta) | 2 de diciembre de 2015 (ida) 5 de diciembre de 2015 (vuelta) | 2 de diciembre de 2015 (ida) 5 de diciembre de 2015 (vuelta) |  |
|  |                                                                |                                                                |                                                                |                                                                |                                                                |   |   |                                                                          |                                                                          |                                                                          |                                                                          |                                                                          |  |   |                                                              |                                                              |                                                              |                                                              |                                                              |  |
|  |                                                                |                                                                |                                                                |                                                                |                                                                |   |   |                                                                          |                                                                          |                                                                          |                                                                          |                                                                          |  |   |                                                              |                                                              |                                                              |                                                              |                                                              |  |
|  | 2                                                              | Juárez                                                         | 1                                                              | 1                                                              | 2                                                              |   |   |                                                                          |                                                                          |                                                                          |                                                                          |                                                                          |  |   |                                                              |                                                              |                                                              |                                                              |                                                              |  |
|  | 2                                                              | Juárez                                                         | 1                                                              | 1                                                              | 2                                                              |   |   |                                                                          |                                                                          |                                                                          |                                                                          |                                                                          |  |   |                                                              |                                                              |                                                              |                                                              |                                                              |  |
|  | 7                                                              | Cafetaleros de Tapachula                                       | 1                                                              | 0                                                              | 1                                                              |   |   |                                                                          |                                                                          |                                                                          |                                                                          |                                                                          |  |   |                                                              |                                                              |                                                              |                                                              |                                                              |  |
|  | 7                                                              | Cafetaleros de Tapachula                                       | 1                                                              | 0                                                              | 1                                                              |   | 2 | Juárez                                                                   | 1                                                                        | 1                                                                        | 2                                                                        |                                                                          |  |   |                                                              |                                                              |                                                              |                                                              |                                                              |  |
|  |                                                                |                                                                |                                                                |                                                                |                                                                |   | 2 | Juárez                                                                   | 1                                                                        | 1                                                                        | 2                                                                        |                                                                          |  |   |                                                              |                                                              |                                                              |                                                              |                                                              |  |
|  |                                                                |                                                                | 4                                                              | Mineros de Zacatecas                                           | 1                                                              | 0 | 1 |                                                                          |                                                                          |                                                                          |                                                                          |                                                                          |  |   |                                                              |                                                              |                                                              |                                                              |                                                              |  |
|  | 4                                                              | Mineros de Zacatecas                                           | 4                                                              | Mineros de Zacatecas                                           | 1                                                              | 0 | 1 | 2                                                                        | 2                                                                        | 4                                                                        |                                                                          |                                                                          |  |   |                                                              |                                                              |                                                              |                                                              |                                                              |  |
|  | 4                                                              | Mineros de Zacatecas                                           |                                                                |                                                                |                                                                |   |   |                                                                          |                                                                          | 4                                                                        |                                                                          |                                                                          |  |   |                                                              |                                                              |                                                              |                                                              |                                                              |  |
|  | 5                                                              | Murciélagos                                                    | 2                                                              | 0                                                              | 2                                                              |   |   |                                                                          |                                                                          |                                                                          |                                                                          |                                                                          |  |   |                                                              |                                                              |                                                              |                                                              |                                                              |  |
|  | 5                                                              | Murciélagos                                                    | 2                                                              | 0                                                              | 2                                                              |   |   |                                                                          |                                                                          |                                                                          |                                                                          |                                                                          |  | 2 | Juárez                                                       | 0                                                            | 3                                                            | 3                                                            |                                                              |  |
|  |                                                                |                                                                |                                                                |                                                                |                                                                |   |   |                                                                          |                                                                          |                                                                          |                                                                          |                                                                          |  | 2 | Juárez                                                       | 0                                                            | 3                                                            | 3                                                            |                                                              |  |
|  |                                                                |                                                                | 6                                                              | Atlante                                                        | 1                                                              | 0 | 1 |                                                                          |                                                                          |                                                                          |                                                                          |                                                                          |  |   |                                                              |                                                              |                                                              |                                                              |                                                              |  |
|  |                                                                |                                                                | 6                                                              | Atlante                                                        | 1                                                              | 0 | 1 |                                                                          |                                                                          |                                                                          |                                                                          |                                                                          |  |   |                                                              |                                                              |                                                              |                                                              |                                                              |  |
|  |                                                                |                                                                |                                                                |                                                                |                                                                |   |   |                                                                          |                                                                          |                                                                          |                                                                          |                                                                          |  |   |                                                              |                                                              |                                                              |                                                              |                                                              |  |
|  |                                                                |                                                                |                                                                |                                                                |                                                                |   |   |                                                                          |                                                                          |                                                                          |                                                                          |                                                                          |  |   |                                                              |                                                              |                                                              |                                                              |                                                              |  |
|  |                                                                | 1                                                              | Lobos BUAP                                                     | 0                                                              | 3                                                              | 3 |   |                                                                          |                                                                          |                                                                          |                                                                          |                                                                          |  |   |                                                              |                                                              |                                                              |                                                              |                                                              |  |
|  |                                                                |                                                                |                                                                |                                                                |                                                                | 3 |   |                                                                          |                                                                          |                                                                          |                                                                          |                                                                          |  |   |                                                              |                                                              |                                                              |                                                              |                                                              |  |
|  |                                                                |                                                                | 6                                                              | Atlante (v.)                                                   | 1                                                              | 2 | 3 |                                                                          |                                                                          |                                                                          |                                                                          |                                                                          |  |   |                                                              |                                                              |                                                              |                                                              |                                                              |  |
|  | 3                                                              | Oaxaca                                                         | 6                                                              | Atlante (v.)                                                   | 1                                                              | 2 | 3 | 2                                                                        | 1                                                                        | 3                                                                        |                                                                          |                                                                          |  |   |                                                              |                                                              |                                                              |                                                              |                                                              |  |
|  | 3                                                              | Oaxaca                                                         |                                                                |                                                                |                                                                |   |   |                                                                          |                                                                          | 3                                                                        |                                                                          |                                                                          |  |   |                                                              |                                                              |                                                              |                                                              |                                                              |  |
|  | 6                                                              | Atlante                                                        | 0                                                              | 4                                                              | 4                                                              |   |   |                                                                          |                                                                          |                                                                          |                                                                          |                                                                          |  |   |                                                              |                                                              |                                                              |                                                              |                                                              |  |
|  | 6                                                              | Atlante                                                        | 0                                                              | 4                                                              | 4                                                              |   |   |                                                                          |                                                                          |                                                                          |                                                                          |                                                                          |  |   |                                                              |                                                              |                                                              |                                                              |                                                              |  |
|  |                                                                |                                                                |                                                                |                                                                |                                                                |   |   |                                                                          |                                                                          |                                                                          |                                                                          |                                                                          |  |   |                                                              |                                                              |                                                              |                                                              |                                                              |  |

- FC Juárez, campeón de este torneo, enfrentó al Necaxa, campeón del Clausura 2016, en la Final de Ascenso 2015-16.

## Cuartos de final

### FC Juárez-Tapachula
| 18 de noviembre de 2015, 18:00 (UTC-6) | Tapachula   | 1:1 (1:0) | FC Juárez   | Estadio Olímpico de Tapachula, Tapachula                  |                                                           |
|                                        | Valadez 28' | Reporte   | Carrijo 60' | Asistencia: 5 814 espectadores Árbitro(s): Adalid Maganda | Asistencia: 5 814 espectadores Árbitro(s): Adalid Maganda |

| 21 de noviembre de 2015, 19:00 (UTC-7) | FC Juárez    | 1:0 (0:0) | Tapachula | Estadio Olímpico Benito Juárez, Ciudad Juárez                       |                                                                     |
|                                        | Derley 90+2' | Reporte   |           | Asistencia: 15 390 espectadores Árbitro(s): Jesús Leopoldo Guerrero | Asistencia: 15 390 espectadores Árbitro(s): Jesús Leopoldo Guerrero |
| FC Juárez avanza a Semifinales (2-1)   |              |           |           |                                                                     |                                                                     |

### Oaxaca-Atlante
| 18 de noviembre de 2015, 21:00 (UTC-5) | Atlante | 0:2 (0:0) | Oaxaca                   | Estadio Andrés Quintana Roo, Cancún                          |                                                              |
|                                        |         | Reporte   | Ledesma 49' · Moreno 69' | Asistencia: 3 379 espectadores Árbitro(s): Christian Ramírez | Asistencia: 3 379 espectadores Árbitro(s): Christian Ramírez |

| 21 de noviembre de 2015, 17:00 (UTC-6) | Oaxaca               | 1:4 (0:3) | Atlante                                   | Estadio Benito Juárez, Oaxaca                                 |                                                               |
|                                        | San Román 69' (pen.) | Reporte   | Garcés 3' 90+5' · Cauich 12' · Hachen 20' | Asistencia: 9 500 espectadores Árbitro(s): Ángel Monroy Bello | Asistencia: 9 500 espectadores Árbitro(s): Ángel Monroy Bello |
| Atlante avanza a semifinales (3-4)     |                      |           |                                           |                                                               |                                                               |

### Zacatecas-Murciélagos FC
| 18 de noviembre de 2015, 21:00 (UTC-7) | Murciélagos FC         | 2:2 (1:1) | Zacatecas                  | Estadio Centenario LM, Los Mochis                                    |                                                                      |
|                                        | Ibarra 16' · Lujan 72' | Reporte   | Rivera 17' · Velázquez 86' | Asistencia: 4 560 espectadores Árbitro(s): Jonathan Hernández Juárez | Asistencia: 4 560 espectadores Árbitro(s): Jonathan Hernández Juárez |

| 21 de noviembre de 2015, 21:00 (UTC-6) | Zacatecas                | 2:0 (0:0) | Murciélagos FC | Estadio Francisco Villa, Zacatecas                            |                                                               |
|                                        | Maya 54' · Velázquez 80' | Reporte   |                | Asistencia: 11 572 espectadores Árbitro(s): Uriel Olvera Ríos | Asistencia: 11 572 espectadores Árbitro(s): Uriel Olvera Ríos |
| Mineros avanza a semifinales (4-2)     |                          |           |                |                                                               |                                                               |

## Semifinales

### FC Juárez-Zacatecas
| 25 de noviembre de 2015, 21:00 (UTC-6) | Zacatecas         | 1:1 (0:1) | FC Juárez  | Estadio Francisco Villa, Zacatecas                            |                                                               |
|                                        | Cuevas 47' (pen.) | Reporte   | Carrijo 6' | Asistencia: 12 089 espectadores Árbitro(s): Christian Ramírez | Asistencia: 12 089 espectadores Árbitro(s): Christian Ramírez |

| 28 de noviembre de 2015, 16:00 (UTC-7) | FC Juárez | 1:0 (1:0) | Zacatecas | Estadio Olímpico Benito Juárez, Ciudad Juárez            |                                                          |
|                                        | Ortiz 7'  | Reporte   |           | Asistencia: 18 975 espectadores Árbitro(s): Ángel Monroy | Asistencia: 18 975 espectadores Árbitro(s): Ángel Monroy |
| FC Juárez avanza a la final (2-1)      |           |           |           |                                                          |                                                          |

### Lobos BUAP-Atlante
| 26 de noviembre de 2015, 20:00 (UTC-5) | Atlante    | 1:0 (1:0) | Lobos BUAP | Estadio Andrés Quintana Roo, Cancún                                |                                                                    |
|                                        | Cauich 80' | Reporte   |            | Asistencia: 9 680 espectadores Árbitro(s): Jesús Leopoldo Guerrero | Asistencia: 9 680 espectadores Árbitro(s): Jesús Leopoldo Guerrero |

| 29 de noviembre de 2015, 17:00 (UTC-6)                           | Lobos BUAP                    | 3:2 (1:0) | Atlante                | Estadio Olímpico de la BUAP, Puebla                      |                                                          |
|                                                                  | Jiménez 42' 90+2' · Gómez 90' | Reporte   | Hachen 60' · Prono 75' | Asistencia: 14 837 espectadores Árbitro(s): Uriel Olvera | Asistencia: 14 837 espectadores Árbitro(s): Uriel Olvera |
| Atlante avanza a la final por la regla de gol de visitante (3-3) |                               |           |                        |                                                          |                                                          |

## Final

### FC Juárez-Atlante
| 2 de diciembre de 2015, 20:00 (UTC-5) | Atlante    | 1:0 (1:0) | FC Juárez | Estadio Andrés Quintana Roo, Cancún                        |                                                            |
|                                       | Garcés 45' | Reporte   |           | Asistencia: 13 100 espectadores Árbitro(s): Adalid Maganda | Asistencia: 13 100 espectadores Árbitro(s): Adalid Maganda |

| 5 de diciembre de 2015, 16:00 (UTC-7)      | FC Juárez                           | 3:0 (1:0) | Atlante | Estadio Olímpico Benito Juárez, Ciudad Juárez                  |                                                                |
|                                            | Derley 5' · Mejía 46' · Carrijo 78' | Reporte   |         | Asistencia: 19 900 espectadores Árbitro(s): Jonathan Hernández | Asistencia: 19 900 espectadores Árbitro(s): Jonathan Hernández |
| FC Juárez campeón del Torneo Apertura 2015 |                                     |           |         |                                                                |                                                                |

#### Final - Ida
| 21    | POR   | Gerardo Ruiz       |       |
| 3     | DEF   | Juan de la Barrera |       |
| 1     | DEF   | Jimmy Bermúdez     | 90+3' |
| 16    | DEF   | Manuel Marroquín   |       |
| 34    | DEF   | Irving Zurita      |       |
| 13    | MED   | Fernando Espinosa  |       |
| 27    | MED   | Francisco Uscanga  |       |
| 19    | MED   | Gabriel Hachen     |       |
| 20    | MED   | Oscar Uscanga      |       |
| 8     | DEL   | Carlos Cauich      | 77'   |
| 11    | DEL   | Carlos Garcés      | 58'   |
| D. T. | D. T. | Eduardo Fentanes   |       |

| 31    | POR   | Edmundo Vázquez Mellado |     |
| 4     | DEF   | Hector Morales          |     |
| 26    | DEF   | Marco Tovar             | 63' |
| 2     | DEF   | Gilberto Barbosa        |     |
| 12    | DEF   | Juan Rojas              | 74' |
| 5     | MED   | Eder Borelli            |     |
| 6     | MED   | Edgar Mejía             |     |
| 25    | MED   | José Tehuitzil          |     |
| 8     | MED   | Wanderley de Jesus      |     |
| 7     | DEL   | Mario Ortiz             | 80' |
| 11    | DEL   | Leandro Carrijo         |     |
| D. T. | D. T. | Sergio Orduña           |     |

| 17 | Delantero      | Antonio López    | 58'   |
| 25 | Centrocampista | Allam Bello      | 77'   |
| 15 | Centrocampista | Ernesto Martínez | 90+3' |

| 10 | Centrocampista | Walter Sandoval | 63' |
| 11 | Centrocampista | Alexander Larín | 74' |
| 3  | Centrocampista | Edgar Pacheco   | 80' |

| 45' | Carlos Garcés | 1:0 |

| 48' · 90+2' | Juan de la Barrera Oscar Uscanga |

| 44' · 80' · 89' | Marco Tovar Walter Sandoval Leandro Carrijo |

| Principal  | Adalid Maganda Villalva  |
| Asistentes | César Cerritos García    |
|            | Karen Janett Díaz Medina |
| Cuarto     | Ángel Flores Galicia     |

|                    |    |    |
| Tiros              | 6  | 10 |
| Tiros a puerta     | 1  | 3  |
| Faltas             | 12 | 11 |
| Saques de esquina  | 3  | 8  |
| Penaltis           | 0  | 0  |
| Fueras de juego    | 2  | 0  |
| Posesión del balón | %  | %  |

| Alineación inicial |

| 21    | POR   | Gerardo Ruiz       |       |
| 3     | DEF   | Juan de la Barrera |       |
| 1     | DEF   | Jimmy Bermúdez     | 90+3' |
| 16    | DEF   | Manuel Marroquín   |       |
| 34    | DEF   | Irving Zurita      |       |
| 13    | MED   | Fernando Espinosa  |       |
| 27    | MED   | Francisco Uscanga  |       |
| 19    | MED   | Gabriel Hachen     |       |
| 20    | MED   | Oscar Uscanga      |       |
| 8     | DEL   | Carlos Cauich      | 77'   |
| 11    | DEL   | Carlos Garcés      | 58'   |
| D. T. | D. T. | Eduardo Fentanes   |       |

| 31    | POR   | Edmundo Vázquez Mellado |     |
| 4     | DEF   | Hector Morales          |     |
| 26    | DEF   | Marco Tovar             | 63' |
| 2     | DEF   | Gilberto Barbosa        |     |
| 12    | DEF   | Juan Rojas              | 74' |
| 5     | MED   | Eder Borelli            |     |
| 6     | MED   | Edgar Mejía             |     |
| 25    | MED   | José Tehuitzil          |     |
| 8     | MED   | Wanderley de Jesus      |     |
| 7     | DEL   | Mario Ortiz             | 80' |
| 11    | DEL   | Leandro Carrijo         |     |
| D. T. | D. T. | Sergio Orduña           |     |

| 17 | Delantero      | Antonio López    | 58'   |
| 25 | Centrocampista | Allam Bello      | 77'   |
| 15 | Centrocampista | Ernesto Martínez | 90+3' |

| 10 | Centrocampista | Walter Sandoval | 63' |
| 11 | Centrocampista | Alexander Larín | 74' |
| 3  | Centrocampista | Edgar Pacheco   | 80' |

| 45' | Carlos Garcés | 1:0 |

| 48' · 90+2' | Juan de la Barrera Oscar Uscanga |

| 44' · 80' · 89' | Marco Tovar Walter Sandoval Leandro Carrijo |

| Principal  | Adalid Maganda Villalva  |
| Asistentes | César Cerritos García    |
|            | Karen Janett Díaz Medina |
| Cuarto     | Ángel Flores Galicia     |

|                    |    |    |
| Tiros              | 6  | 10 |
| Tiros a puerta     | 1  | 3  |
| Faltas             | 12 | 11 |
| Saques de esquina  | 3  | 8  |
| Penaltis           | 0  | 0  |
| Fueras de juego    | 2  | 0  |
| Posesión del balón | %  | %  |

| Alineación inicial |

| 21    | POR   | Gerardo Ruiz       |       |
| 3     | DEF   | Juan de la Barrera |       |
| 1     | DEF   | Jimmy Bermúdez     | 90+3' |
| 16    | DEF   | Manuel Marroquín   |       |
| 34    | DEF   | Irving Zurita      |       |
| 13    | MED   | Fernando Espinosa  |       |
| 27    | MED   | Francisco Uscanga  |       |
| 19    | MED   | Gabriel Hachen     |       |
| 20    | MED   | Oscar Uscanga      |       |
| 8     | DEL   | Carlos Cauich      | 77'   |
| 11    | DEL   | Carlos Garcés      | 58'   |
| D. T. | D. T. | Eduardo Fentanes   |       |

| 31    | POR   | Edmundo Vázquez Mellado |     |
| 4     | DEF   | Hector Morales          |     |
| 26    | DEF   | Marco Tovar             | 63' |
| 2     | DEF   | Gilberto Barbosa        |     |
| 12    | DEF   | Juan Rojas              | 74' |
| 5     | MED   | Eder Borelli            |     |
| 6     | MED   | Edgar Mejía             |     |
| 25    | MED   | José Tehuitzil          |     |
| 8     | MED   | Wanderley de Jesus      |     |
| 7     | DEL   | Mario Ortiz             | 80' |
| 11    | DEL   | Leandro Carrijo         |     |
| D. T. | D. T. | Sergio Orduña           |     |

| 17 | Delantero      | Antonio López    | 58'   |
| 25 | Centrocampista | Allam Bello      | 77'   |
| 15 | Centrocampista | Ernesto Martínez | 90+3' |

| 10 | Centrocampista | Walter Sandoval | 63' |
| 11 | Centrocampista | Alexander Larín | 74' |
| 3  | Centrocampista | Edgar Pacheco   | 80' |

| 45' | Carlos Garcés | 1:0 |

| 48' · 90+2' | Juan de la Barrera Oscar Uscanga |

| 44' · 80' · 89' | Marco Tovar Walter Sandoval Leandro Carrijo |

| Principal  | Adalid Maganda Villalva  |
| Asistentes | César Cerritos García    |
|            | Karen Janett Díaz Medina |
| Cuarto     | Ángel Flores Galicia     |

|                    |    |    |
| Tiros              | 6  | 10 |
| Tiros a puerta     | 1  | 3  |
| Faltas             | 12 | 11 |
| Saques de esquina  | 3  | 8  |
| Penaltis           | 0  | 0  |
| Fueras de juego    | 2  | 0  |
| Posesión del balón | %  | %  |

| Alineación inicial |

| 21    | POR   | Gerardo Ruiz       |       |
| 3     | DEF   | Juan de la Barrera |       |
| 1     | DEF   | Jimmy Bermúdez     | 90+3' |
| 16    | DEF   | Manuel Marroquín   |       |
| 34    | DEF   | Irving Zurita      |       |
| 13    | MED   | Fernando Espinosa  |       |
| 27    | MED   | Francisco Uscanga  |       |
| 19    | MED   | Gabriel Hachen     |       |
| 20    | MED   | Oscar Uscanga      |       |
| 8     | DEL   | Carlos Cauich      | 77'   |
| 11    | DEL   | Carlos Garcés      | 58'   |
| D. T. | D. T. | Eduardo Fentanes   |       |

| 31    | POR   | Edmundo Vázquez Mellado |     |
| 4     | DEF   | Hector Morales          |     |
| 26    | DEF   | Marco Tovar             | 63' |
| 2     | DEF   | Gilberto Barbosa        |     |
| 12    | DEF   | Juan Rojas              | 74' |
| 5     | MED   | Eder Borelli            |     |
| 6     | MED   | Edgar Mejía             |     |
| 25    | MED   | José Tehuitzil          |     |
| 8     | MED   | Wanderley de Jesus      |     |
| 7     | DEL   | Mario Ortiz             | 80' |
| 11    | DEL   | Leandro Carrijo         |     |
| D. T. | D. T. | Sergio Orduña           |     |

| 17 | Delantero      | Antonio López    | 58'   |
| 25 | Centrocampista | Allam Bello      | 77'   |
| 15 | Centrocampista | Ernesto Martínez | 90+3' |

| 10 | Centrocampista | Walter Sandoval | 63' |
| 11 | Centrocampista | Alexander Larín | 74' |
| 3  | Centrocampista | Edgar Pacheco   | 80' |

| 45' | Carlos Garcés | 1:0 |

| 48' · 90+2' | Juan de la Barrera Oscar Uscanga |

| 44' · 80' · 89' | Marco Tovar Walter Sandoval Leandro Carrijo |

| Principal  | Adalid Maganda Villalva  |
| Asistentes | César Cerritos García    |
|            | Karen Janett Díaz Medina |
| Cuarto     | Ángel Flores Galicia     |

|                    |    |    |
| Tiros              | 6  | 10 |
| Tiros a puerta     | 1  | 3  |
| Faltas             | 12 | 11 |
| Saques de esquina  | 3  | 8  |
| Penaltis           | 0  | 0  |
| Fueras de juego    | 2  | 0  |
| Posesión del balón | %  | %  |

| Alineación inicial |

#### Final - Vuelta
| 31    | POR   | Edmundo Vázquez Mellado |     |
| 12    | DEF   | Juan Rojas              |     |
| 4     | DEF   | Héctor Morales          |     |
| 2     | DEF   | Gilberto Barbosa        |     |
| 5     | DEF   | Eder Borelli            |     |
| 6     | MED   | Edgar Mejía             |     |
| 25    | MED   | José Tehuitzil          |     |
| 10    | MED   | Walter Sandoval         | 72' |
| 8     | MED   | Wanderley de Jesus      | 88' |
| 7     | DEL   | Mario Ortiz             | 61' |
| 9     | DEL   | Leandro Carrijo         |     |
| D. T. | D. T. | Sergio Orduña           |     |

| 21    | POR   | Gerardo Ruiz       |     |
| 3     | DEF   | Juan de la Barrera |     |
| 15    | DEF   | Ernesto Reyes      | 49' |
| 16    | DEF   | Manuel Marroquín   |     |
| 34    | DEF   | Irving Zurita      |     |
| 20    | MED   | Oscar Uscanga      | 86' |
| 13    | MED   | Fernando Espinosa  | 71' |
| 27    | MED   | Francisco Uscanga  |     |
| 19    | MED   | Gabriel Hachen     |     |
| 9     | DEL   | Enzo Prono         |     |
| 11    | DEL   | Carlos Garcés      |     |
| D. T. | D. T. | Eduardo Fentanes   |     |

| 3  | Centrocampista | Edgar Pacheco | 61' |
| 26 | Defensa        | Marco Tovar   | 72' |
| 13 | Centrocampista | Pablo Metlich | 88' |

| 8  | Delantero      | Carlos Cauich | 49' |
| 25 | Centrocampista | Allam Bello   | 71' |
| 17 | Delantero      | Antonio López | 86' |

| 5' · 46' · 78' | Wanderley de Jesus Edgar Mejía Leandro Carrijo | 1:0 2:0 3:0 |

| 33' · 73' · 80' · 81' | Gilberto Barbosa Juan Rojas Marco Tovar Wanderley de Jesus |

| 26' · 74' · 80' · 83' | Ernesto Reyes Juan de la Barrera Carlos Cauich Gabriel Hachen |

| 89' | Allam Bello |

| Principal  | Jonathan Hernández Juárez     |
| Asistentes | Alfredo David Riveroll Ribbon |
|            | Luis David Sandoval Olmos     |
| Cuarto     | Aldo Cano Martínez            |

|                    |    |    |
| Tiros              | -  | -  |
| Tiros a puerta     | 2  | 1  |
| Faltas             | 13 | 16 |
| Saques de esquina  | 5  | 3  |
| Penaltis           | 0  | 0  |
| Fueras de juego    | 2  | 2  |
| Posesión del balón | %  | %  |

| Alineación inicial |

| 31    | POR   | Edmundo Vázquez Mellado |     |
| 12    | DEF   | Juan Rojas              |     |
| 4     | DEF   | Héctor Morales          |     |
| 2     | DEF   | Gilberto Barbosa        |     |
| 5     | DEF   | Eder Borelli            |     |
| 6     | MED   | Edgar Mejía             |     |
| 25    | MED   | José Tehuitzil          |     |
| 10    | MED   | Walter Sandoval         | 72' |
| 8     | MED   | Wanderley de Jesus      | 88' |
| 7     | DEL   | Mario Ortiz             | 61' |
| 9     | DEL   | Leandro Carrijo         |     |
| D. T. | D. T. | Sergio Orduña           |     |

| 21    | POR   | Gerardo Ruiz       |     |
| 3     | DEF   | Juan de la Barrera |     |
| 15    | DEF   | Ernesto Reyes      | 49' |
| 16    | DEF   | Manuel Marroquín   |     |
| 34    | DEF   | Irving Zurita      |     |
| 20    | MED   | Oscar Uscanga      | 86' |
| 13    | MED   | Fernando Espinosa  | 71' |
| 27    | MED   | Francisco Uscanga  |     |
| 19    | MED   | Gabriel Hachen     |     |
| 9     | DEL   | Enzo Prono         |     |
| 11    | DEL   | Carlos Garcés      |     |
| D. T. | D. T. | Eduardo Fentanes   |     |

| 3  | Centrocampista | Edgar Pacheco | 61' |
| 26 | Defensa        | Marco Tovar   | 72' |
| 13 | Centrocampista | Pablo Metlich | 88' |

| 8  | Delantero      | Carlos Cauich | 49' |
| 25 | Centrocampista | Allam Bello   | 71' |
| 17 | Delantero      | Antonio López | 86' |

| 5' · 46' · 78' | Wanderley de Jesus Edgar Mejía Leandro Carrijo | 1:0 2:0 3:0 |

| 33' · 73' · 80' · 81' | Gilberto Barbosa Juan Rojas Marco Tovar Wanderley de Jesus |

| 26' · 74' · 80' · 83' | Ernesto Reyes Juan de la Barrera Carlos Cauich Gabriel Hachen |

| 89' | Allam Bello |

| Principal  | Jonathan Hernández Juárez     |
| Asistentes | Alfredo David Riveroll Ribbon |
|            | Luis David Sandoval Olmos     |
| Cuarto     | Aldo Cano Martínez            |

|                    |    |    |
| Tiros              | -  | -  |
| Tiros a puerta     | 2  | 1  |
| Faltas             | 13 | 16 |
| Saques de esquina  | 5  | 3  |
| Penaltis           | 0  | 0  |
| Fueras de juego    | 2  | 2  |
| Posesión del balón | %  | %  |

| Alineación inicial |

| 31    | POR   | Edmundo Vázquez Mellado |     |
| 12    | DEF   | Juan Rojas              |     |
| 4     | DEF   | Héctor Morales          |     |
| 2     | DEF   | Gilberto Barbosa        |     |
| 5     | DEF   | Eder Borelli            |     |
| 6     | MED   | Edgar Mejía             |     |
| 25    | MED   | José Tehuitzil          |     |
| 10    | MED   | Walter Sandoval         | 72' |
| 8     | MED   | Wanderley de Jesus      | 88' |
| 7     | DEL   | Mario Ortiz             | 61' |
| 9     | DEL   | Leandro Carrijo         |     |
| D. T. | D. T. | Sergio Orduña           |     |

| 21    | POR   | Gerardo Ruiz       |     |
| 3     | DEF   | Juan de la Barrera |     |
| 15    | DEF   | Ernesto Reyes      | 49' |
| 16    | DEF   | Manuel Marroquín   |     |
| 34    | DEF   | Irving Zurita      |     |
| 20    | MED   | Oscar Uscanga      | 86' |
| 13    | MED   | Fernando Espinosa  | 71' |
| 27    | MED   | Francisco Uscanga  |     |
| 19    | MED   | Gabriel Hachen     |     |
| 9     | DEL   | Enzo Prono         |     |
| 11    | DEL   | Carlos Garcés      |     |
| D. T. | D. T. | Eduardo Fentanes   |     |

| 3  | Centrocampista | Edgar Pacheco | 61' |
| 26 | Defensa        | Marco Tovar   | 72' |
| 13 | Centrocampista | Pablo Metlich | 88' |

| 8  | Delantero      | Carlos Cauich | 49' |
| 25 | Centrocampista | Allam Bello   | 71' |
| 17 | Delantero      | Antonio López | 86' |

| 5' · 46' · 78' | Wanderley de Jesus Edgar Mejía Leandro Carrijo | 1:0 2:0 3:0 |

| 33' · 73' · 80' · 81' | Gilberto Barbosa Juan Rojas Marco Tovar Wanderley de Jesus |

| 26' · 74' · 80' · 83' | Ernesto Reyes Juan de la Barrera Carlos Cauich Gabriel Hachen |

| 89' | Allam Bello |

| Principal  | Jonathan Hernández Juárez     |
| Asistentes | Alfredo David Riveroll Ribbon |
|            | Luis David Sandoval Olmos     |
| Cuarto     | Aldo Cano Martínez            |

|                    |    |    |
| Tiros              | -  | -  |
| Tiros a puerta     | 2  | 1  |
| Faltas             | 13 | 16 |
| Saques de esquina  | 5  | 3  |
| Penaltis           | 0  | 0  |
| Fueras de juego    | 2  | 2  |
| Posesión del balón | %  | %  |

| Alineación inicial |

| 31    | POR   | Edmundo Vázquez Mellado |     |
| 12    | DEF   | Juan Rojas              |     |
| 4     | DEF   | Héctor Morales          |     |
| 2     | DEF   | Gilberto Barbosa        |     |
| 5     | DEF   | Eder Borelli            |     |
| 6     | MED   | Edgar Mejía             |     |
| 25    | MED   | José Tehuitzil          |     |
| 10    | MED   | Walter Sandoval         | 72' |
| 8     | MED   | Wanderley de Jesus      | 88' |
| 7     | DEL   | Mario Ortiz             | 61' |
| 9     | DEL   | Leandro Carrijo         |     |
| D. T. | D. T. | Sergio Orduña           |     |

| 21    | POR   | Gerardo Ruiz       |     |
| 3     | DEF   | Juan de la Barrera |     |
| 15    | DEF   | Ernesto Reyes      | 49' |
| 16    | DEF   | Manuel Marroquín   |     |
| 34    | DEF   | Irving Zurita      |     |
| 20    | MED   | Oscar Uscanga      | 86' |
| 13    | MED   | Fernando Espinosa  | 71' |
| 27    | MED   | Francisco Uscanga  |     |
| 19    | MED   | Gabriel Hachen     |     |
| 9     | DEL   | Enzo Prono         |     |
| 11    | DEL   | Carlos Garcés      |     |
| D. T. | D. T. | Eduardo Fentanes   |     |

| 3  | Centrocampista | Edgar Pacheco | 61' |
| 26 | Defensa        | Marco Tovar   | 72' |
| 13 | Centrocampista | Pablo Metlich | 88' |

| 8  | Delantero      | Carlos Cauich | 49' |
| 25 | Centrocampista | Allam Bello   | 71' |
| 17 | Delantero      | Antonio López | 86' |

| 5' · 46' · 78' | Wanderley de Jesus Edgar Mejía Leandro Carrijo | 1:0 2:0 3:0 |

| 33' · 73' · 80' · 81' | Gilberto Barbosa Juan Rojas Marco Tovar Wanderley de Jesus |

| 26' · 74' · 80' · 83' | Ernesto Reyes Juan de la Barrera Carlos Cauich Gabriel Hachen |

| 89' | Allam Bello |

| Principal  | Jonathan Hernández Juárez     |
| Asistentes | Alfredo David Riveroll Ribbon |
|            | Luis David Sandoval Olmos     |
| Cuarto     | Aldo Cano Martínez            |

|                    |    |    |
| Tiros              | -  | -  |
| Tiros a puerta     | 2  | 1  |
| Faltas             | 13 | 16 |
| Saques de esquina  | 5  | 3  |
| Penaltis           | 0  | 0  |
| Fueras de juego    | 2  | 2  |
| Posesión del balón | %  | %  |

| Alineación inicial |

| Campeón Apertura 2015 |
| --------------------- |
|                       |
| FC Juárez             |
| 1° Título             |

| Predecesor: Clausura 2015 | Temporadas de la Liga de Ascenso de México Apertura 2015 | Sucesor: Clausura 2016 |